# Nicrophorus humator
Nicrophorus humator es una especie de escarabajo enterrador del género Nicrophorus, categorizada en la tribu Nicrophorini, de la subfamilia Nicrophorinae. Fue descrita por Gleditsch en 1767.

## Distribución
Se distribuye por África: Argelia, Marruecos, Europa: Chequia (Bohemia, Moravia), Francia, Alemania, Grecia, Italia, Luxemburgo, Rusia, Eslovaquia y Asia: Afganistán, Armenia, Irán, Israel, Kazajistán, Kirguistán, Tayikistán, Turquía, Turkmenistán y Uzbekistán.